# Heinrich Tötter
Heinrich Tötter (* 1910; † 1993) war ein deutscher Journalist.

## Leben
Nach einem Studium der Zeitungswissenschaft, Soziologie und Geschichte arbeitete Tötter zunächst in Köln und im Saarland. Mitte 1940 kam er zum neugegründeten Besatzungsorgan Brüsseler Zeitung, wo er zunächst die Verantwortung für den Politikteil trug. Am 1. Juli 1941 wurde Tötter zum stellvertretenden Chefredakteur ernannt, drei Monate später beerbte er August Haase als Chefredakteur der Zeitung. Anders als sein Vorgänger schrieb er vor allem über internationale Politik und nur gelegentlich über Belgien. Auch fiel Tötter im Gegensatz zu Haase nicht durch Radikalität auf. Nachdem Ende August 1944 die Redaktion Brüssel wegen des Vorrückens der Alliierten verlassen musste, gingen er, sein Stellvertreter Robert Schmelzer und ein weiterer Redakteur nach Mönchengladbach, wo noch zwei letzte Ausgaben der Zeitung produziert wurden. Im Anschluss an das Ende der Brüsseler Zeitung wurden Tötter und Schmelzer von der Gauleitung der Kölnischen Zeitung aufgezwungen, auch dort wurde er wieder Chefredakteur.  Er schrieb ferner im Jahr 1945 für das Osnabrücker "Neue Tageblatt" im Bereich Politik.
Nach dem Krieg war Tötter nacheinander Chefredakteur bei der Osnabrücker "Neuen Tagespost" (1947–1955), dem Hamburger Anzeiger (1955–1957), der Allgemeinen Zeitung (1958–1963) und der Recklinghäuser Zeitung (1970–1971).
In den Jahren 1957 bis 1960 nahm er einen Lehrauftrag für Zeitungswissenschaft an der Universität Mainz wahr, ab 1967 war Tötter Dozent für Publizistik an der Bundeswehrschule für Innere Führung in Koblenz. Zudem war er Mitte der 1960er Jahre an der Organisation einer „Bonner Gesprächsrunde“ mit Politikern beteiligt.
Tötter war Mitglied der katholischen Studentenverbindungen KDStV Borusso-Saxonia Berlin und KDStV Germania Berlin im CV.

## Werke
- Das Versagen der deutschen Presse im Ruhrkampf. Die Methoden der französischen Pressepropaganda und ihr Zusammenspiel mit der deutschen Linkspresse. Habil.schr. Köln 1940
  - Buchhandelsausgabe: Warum wir den Ruhrkampf verloren. Das Versagen der deutschen Pressepropaganda im Ruhrkampf. Die Methoden der franz. Pressepropaganda und ihr Zusammenspiel mit der deutschen Linkspresse. Westdeutscher Beobachter, Köln 1940
- Die Zwiesprache. Ein Wort an unsere Freunde und Kritiker, in: Brüsseler Zeitung, 4. April 1943
- Wo steht Wallonien?, in: "Kieler Zeitung", 24. Februar 1944
- Wandlungen in Belgien, in: Deutsche Zeitung in den Niederlanden, 31. März 1943[6]
- Unsere Novemberstimmung, in: Brüsseler Zeitung, 31. Oktober 1943
- Eine gerechte Sühne für den 20. Juli 1944, in: Brüsseler Zeitung, 9. August 1944